# Ostorfarkúak
Az ostorfarkúak (Thelyphonida, korábban Uropygi) az ízeltlábúak törzsében a pókszabásúak (Arachnida) osztályának egyik rendje. Egyes rendszertanokban Thelyphonida néven ismert.

## Származásuk, elterjedésük
Régebben az ostorlábúakkal (Amblypygi) együtt a tengeri skorpiók leszármazottainak tekintették őket; az újabb vizsgálatok átsorolták a taxont a pókszabásúak (Arachnida) osztályába. Valamennyi fajuk
- az újvilági faunabirodalom (Neogea) brazíliai faunaterületén, illetve
- az északi faunabirodalom afrotropikus és orientális faunaterületén

él, mindig trópusi vagy szubtrópusi éghajlaton. A legtöbb fajukat Malajzia trópusi esőerdőiben (Hátsó-indiai faunatartomány, Szunda-szigeti faunatartomány) találjuk.

## Megjelenésük, felépítésük
Lapos testű, skorpiókra emlékeztető pókszabásúak. Hosszúkás előtestükhöz keskeny alappal csatlakozik az utótest (potroh). Ennek utolsó három, elkeskenyedő szelvénye az utópotroh, aminek végéről ostorszerű, ízelt farokfüggelék nő — erről kapták a nevüket. A farokostor tövében, a végbélnyílás mellett méregmirigyek nyílnak, amikből védekezésül hangya- és ecetsavat permetezhetnek támadóikra.

## Életmódjuk, élőhelyük
A meleget és a párás levegőt kedvelik. A sötétben aktívak: nappal kövek és fák alatt, repedésekben vagy barlangokban rejtőznek. Némelyek a házak sötét sarkaiba, a szellőzőaknákba vagy a melléképületekbe is betelepülnek. Ragadozók; főleg ászkákra, soklábúakra, rovarokra, férgekre és csigákra vadásznak, ritkábban kisebb gerincesekre (békákra, varangyokra) is. A zsákmányt lábaikkal kapják el.
A nőstények petéiket utótestük hasoldalára tapasztják, majd kikelt ivadékaikat az első vedlésig utótestük hátán cipelik.

## Ismertebb fajok
- az óriás ostorfarkú az Amerikai Egyesült Államok déli részétől Közép-Amerikán át Brazíliáig honos. Teste mintegy öt centiméter hosszú.